# Ido Fluk
Ido Fluk (hebräisch עידו פלוק; geboren 1980 in Israel) ist ein amerikanisch-israelischer Filmregisseur und Drehbuchautor, der in New York lebt.

## Karriere
Fluk absolvierte die Tisch School of the Arts in New York. Zusammen mit Estelle Baruch gründete er das Duo Elephant Parade. Seine Filmkarriere begann 2006 mit dem Kurzfilm Cooking for Richard. Als Nächstes brachte er 2011 den Autorenfilm Af Paam Lo Meuchar (Never Too Late) heraus, der 2012 auf dem Internationalen Filmfestival Freiburg mit dem Hauptpreis Regard d’or ausgezeichnet wurde. Dann wurde sein Film The Ticket beim Tribeca Film Festival 2012 für den Jurypreis nominiert. Im Jahr 2018 führte er bei zwei Folgen der Serie The Crime Chronicles Regie. Sein Spielfilm Köln 75 feierte bei der Berlinale 2025 in einer Special Gala Premiere. In dem Film geht es um die Konzertveranstalterin Vera Brandes und das von ihr trotz widriger Umstände organisierte Konzert des Jazzpianisten Keith Jarrett, das als The Köln Concert in die Geschichte einging.

## Filmografie

### Regisseur
- 2006: Cooking for Richard (Kurzfilm)
- 2011: Af Paam Lo Meuchar
- 2011: The Amazing Charleroux (Kurzfilm)
- 2016: The Ticket
- 2017: I, Witness (Fernsehserie, 2 Folgen)
- 2018: The Crime Chronicles (Fernsehserie, 2 Folgen)
- 2025: Köln 75

### Drehbuchautor
- 2006: Cooking for Richard (Kurzfilm)
- 2011: Af Paam Lo Meuchar
- 2011: The Amazing Charleroux (Kurzfilm)
- 2015: The Confines
- 2016: The Ticket
- 2025: Köln 75

## Auszeichnungen
- 2012: Regard d’or des Internationalen Filmfestival Freiburg für Af Paam Lo Meuchar
- 2016: Jury-Preis-Nominerung beim Tribeca Film Festival für The Ticket